# 瓦勒

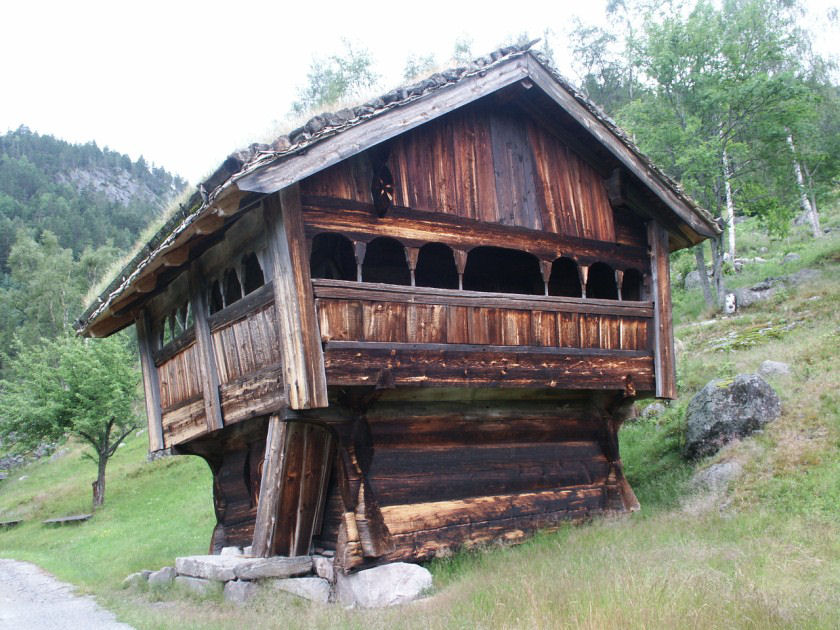

瓦勒（挪威語：Valle）是挪威阿格德爾郡的市镇，位於該國南部，面積1,264.74平方公里，鎮上有水力發電站，2010年人口1,289，人口密度為每平方公里1.1人。

## 外部連結
- Municipal fact sheet （页面存档备份，存于） from Statistics Norway
- Valle municipality （挪威文）
- Otra Kraft （页面存档备份，存于） （挪威文）
- Culture in Valle on the map （挪威文）
- Map hiking （页面存档备份，存于） （德文）